# Rick Rockwell
Rick Rockwell, bürgerlich Richard Scott Balkey (* 26. Oktober oder 27. November 1956 in Pittsburgh, Pennsylvania) ist ein US-amerikanischer Schauspieler und Drehbuchautor.

## Leben
Rockwell wurde 1956 in Pittsburgh, Pennsylvania geboren. Er promovierte als Klassenbester an der Pennsylvania State University. Bekannt wurde er durch sein Wirken als Schauspieler in der Killertomaten-Filmreihe. Er arbeitete zudem an den Drehbüchern zu Angriff der Killertomaten (1978) und Die Killertomaten schlagen zurück (1990) mit. Außerdem war er in vielen US-amerikanischen TV-Produktionen, Comedy- und Talkshows, sowie TV-Werbespots zu sehen.
Im Jahr 2000 nahm er unter anderem an einer vermeintlichen Realityshow der Fox Broadcasting Company namens Who Wants to Marry a Multi-Millionaire? teil, in der er einen unbekannten, heiratswilligen Multi-Millionär spielte, der nur als Silhouette hinter einer Leinwand zu sehen war und unter 50 Bewerberinnen eine Braut aussuchte, um sie in der Show zu heiraten. Er heiratete Darva Conger, eine ehemalige Notaufnahme-Krankenschwester und ehemalige US Air Force Soldatin aus Carbondale, Illinois. Sie gewann damit die Show und bekam einen hochkarätigen Diamantring, sowie Preise im Wert von 100.000 US-Dollar. Hinterher flog der Schwindel auf, da eine Ex-Freundin Rockwells zu der Zeit ein Kontaktverbot gegen ihn wegen häuslicher Gewalt erwirkte, Rockwell unter seinem Künstlernamen heiratete, das Ehepaar in getrennten Zimmern die Flitterwochen auf Barbados verbrachte und die Ehe letztlich nicht vollzogen wurde. Zudem zweifelte man an, dass Rockwell ein Multi-Millionär sei. Fox dementierte, dass sich sein liquides Vermögen auf 750.000 US-Dollar belief und er insgesamt ein Vermögen bzw. Wert von knapp über 2 Millionen US-Dollar zu dieser Zeit besaß. Conger beantragte nach den Flitterwochen die Annullierung der Ehe. Die Ehe wurde daraufhin am 5. April 2000 annulliert, Conger verkaufte ihren Ehering und die Preise über ein Internet-Auktionshaus für wohltätige Zwecke. Über 22 Millionen US-Bürger verfolgten die Show, nach Bekanntwerden der wahren Geschehnisse kam es in den USA zu einer großen Kontroverse und Fox verzichtete auf eine geplante Wiederholung der Sendung, sowie auf Fortsetzungen. Rockwell schrieb über seine Erlebnisse ein Buch mit dem Titel What was I thinking? – The truth about reality tv and modern media. Später wurden sie im Februar 2001 in die Larry King Live Talkshow eingeladen und erzählten von ihren Erlebnissen.

## Filmografie (Auswahl)
Film
- 1972: Pickup on 101 (nicht im Abspann vermerkt)
- 1988: Die Rückkehr der Killertomaten als Jim Richardson / Tomatenschmuggler
- 1990: Die Killertomaten schlagen zurück als Lance Boyle
- 1992: Killer Tomatoes Eat France! als Ze Capitan

Fernsehen
- 1981: Wunder auf dem Eis (nicht im Abspann vermerkt)
- 1994: Look Who's Laughing
- 2000: Who Wants to Marry a Multi-Millionaire? als Bräutigam
- 2000: The Norm Show
- 2000: Saving Face